# Liste der Kulturdenkmäler in der Gießener Gesamtanlage IX
Die folgende Liste enthält die in der Denkmaltopographie ausgewiesenen Kulturdenkmäler auf dem Gebiet  der  Stadt Gießen, Landkreis Gießen, Hessen.
Hinweis: Die Reihenfolge der Denkmäler in dieser Liste orientiert sich zunächst an Stadtteilen und anschließend der Anschrift, alternativ ist sie auch nach der Bezeichnung, der vom Landesamt für Denkmalpflege vergebenen Nummer oder der Bauzeit sortierbar.
Kulturdenkmäler werden fortlaufend im Denkmalverzeichnis des Landes Hessen durch das Landesamt für Denkmalpflege Hessen auf Basis des Hessischen Denkmalschutzgesetzes (HDSchG) geführt. Die Schutzwürdigkeit eines Kulturdenkmals hängt nicht von der Eintragung in das Denkmalverzeichnis des Landes Hessen oder der Veröffentlichung in der Denkmaltopographie ab.

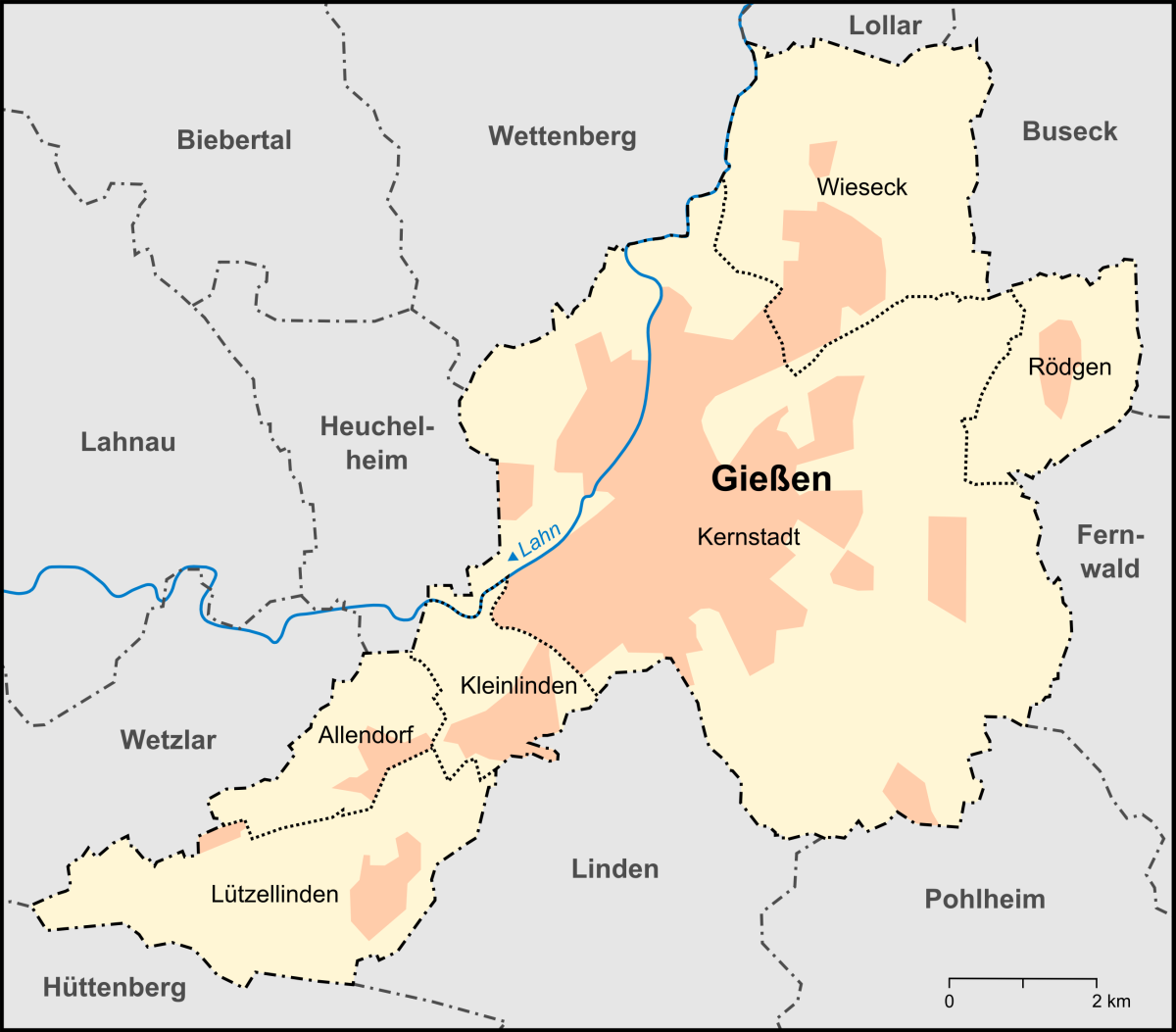
Gießener Stadtteile/Ortsbezirke

Diese Liste enthält alle Kulturdenkmäler der Gesamtanlage IX Universitätsviertel der Stadt Gießen.
| Bild                                                                                           | Bezeichnung                                                                                    | Lage                                                                 | Beschreibung | Bauzeit                | Objekt-Nr. |
| ---------------------------------------------------------------------------------------------- | ---------------------------------------------------------------------------------------------- | -------------------------------------------------------------------- | --- | ---------------------- | ---------- |
|                                                                                                |                                                                                                | Alicenstraße 16 LageFlur: 5, Flurstück: 32/8                         | | 1835 bis 1885          | 60632 DDB  |
|                                                                                                |                                                                                                | Alicenstraße 18 LageFlur: 5, Flurstück: 28/2                         | | 1872                   | 60634 DDB  |
|                                                                                                |                                                                                                | Alicenstraße 20 LageFlur: 5, Flurstück: 27/3                         | | Ende 19. Jahrhundert   | 60636 DDB  |
|                                                                                                |                                                                                                | Alicenstraße 22 LageFlur: 5, Flurstück: 25/4                         | | 1887                   | 60638 DDB  |
|                                                                                                |                                                                                                | Alicenstraße 26 LageFlur: 5, Flurstück: 25/2                         | | 1861 bis 1911          | 60640 DDB  |
|                                                                                                |                                                                                                | Alicenstraße 27 LageFlur: 5, Flurstück: 1                            | | 1932                   | 60642 DDB  |
|                                                                                                |                                                                                                | Alicenstraße 28 LageFlur: 5, Flurstück: 23, 24                       | | Ende 19. Jahrhundert   | 60645 DDB  |
|                                                                                                |                                                                                                | Alicenstraße 33 LageFlur: 1, Flurstück: 4                            | | 1874                   | 60644 DDB  |
|                                                                                                |                                                                                                | Alicenstraße 35 LageFlur: 5, Flurstück: 5                            | | 1871                   | 60651 DDB  |
|                                                                                                |                                                                                                | Alicenstraße 36 LageFlur: 5, Flurstück: 17/3                         | | 1902                   | 60655 DDB  |
|                                                                                                |                                                                                                | Alicenstraße 43 LageFlur: 5, Flurstück: 9                            | | 1882                   | 60659 DDB  |
|                                                                                                |                                                                                                | Bismarckstraße 1 LageFlur: 1, Flurstück: 8/1                         | Zweigeschossiges Wohnhaus in klassizistischem Erscheinungsbild | 1865                   | 60660 DDB  |
|                                                                                                |                                                                                                | Bismarckstraße 2/Südanlage 6 LageFlur: 1, Flurstück: 9               | Hausmeisterhaus des ehemaligen Landgraf-Ludwig-Gymnasiums (Südanlage 6) | 1976–79                | 61217 DDB  |
|                                                                                                |                                                                                                | Bismarckstraße 4 LageFlur: 1, Flurstück: 10                          | Direktorenwohnhaus des ehemaligen Landgraf-Ludwig-Gymnasiums (Südanlage 6) | 1876–79                | 60663 DDB  |
|                                                                                                |                                                                                                | Bismarckstraße 5 LageFlur: 1, Flurstück: 8/4                         | | 1913                   | 60665 DDB  |
|                                                                                                |                                                                                                | Bismarckstraße 9 LageFlur: 4, Flurstück: 204/2                       | | 1909                   | 60669 DDB  |
|                                                                                                |                                                                                                | Bismarckstraße 16 LageFlur: 4, Flurstück: 239/2                      | | 1880                   | 60675 DDB  |
| weitere Bilder                                                                                 | Hauptgebäude der Liebigschule                                                                  | Bismarckstraße 21 LageFlur: 4, Flurstück: 184/2                      | | 1876                   | 61063 DDB  |
| weitere Bilder                                                                                 | Liebigschule (Haus A)                                                                          | Bismarckstraße 21 LageFlur: 4, Flurstück: 184/2                      | | 1899                   | 61181 DDB  |
|                                                                                                |                                                                                                | Bismarckstraße 32 LageFlur: 4, Flurstück: 256/1                      | | 1898                   | 60683 DDB  |
| „Alte“ Universitätsbibliothek                                                                  | „Alte“ Universitätsbibliothek                                                                  | Bismarckstraße 37 LageFlur: 4, Flurstück: 143/8                      | | 1954 bis 1964          | 60685 DDB  |
|                                                                                                |                                                                                                | Bismarckstraße 38 LageFlur: 4, Flurstück: 143/5                      | | 1900                   | 60687 DDB  |
|                                                                                                |                                                                                                | Bismarckstraße 40 LageFlur: 4, Flurstück: 409                        | | 1902                   | 60689 DDB  |
|                                                                                                |                                                                                                | Bismarckstraße 42 LageFlur: 4, Flurstück: 411/2                      | | 1907                   | 60691 DDB  |
|                                                                                                |                                                                                                | Bismarckstraße 44 LageFlur: 4, Flurstück: 412                        | | 1908                   | 60693 DDB  |
|                                                                                                |                                                                                                | Bismarckstraße 46 LageFlur: 4, Flurstück: 263/4                      | Dreigeschossiges Wohnhaus im Übergang vom Jugendstil zur Neuen Sachlichkeit | 1908                   | 60697 DDB  |
|                                                                                                |                                                                                                | Bleichstraße 6 LageFlur: 1, Flurstück: 48/4                          | | 1879                   | 60701 DDB  |
|                                                                                                |                                                                                                | Bleichstraße 8–8A LageFlur: 1, Flurstück: 47/2                       | | 1883                   | 60703 DDB  |
|                                                                                                |                                                                                                | Bleichstraße 9 LageFlur: 1, Flurstück: 44/4                          | | 1881                   | 60705 DDB  |
|                                                                                                |                                                                                                | Bleichstraße 10 LageFlur: 1, Flurstück: 46/3                         | | 1885                   | 60707 DDB  |
|                                                                                                |                                                                                                | Bleichstraße 12–14 LageFlur: 1, Flurstück: 45/5+1                    | | 1891                   | 60709 DDB  |
|                                                                                                |                                                                                                | Bleichstraße 17 LageFlur: 1, Flurstück: 326/2                        | | 1897                   | 60714 DDB  |
|                                                                                                |                                                                                                | Bleichstraße 20 LageFlur: 1, Flurstück: 38/2                         | | 1899                   | 60716 DDB  |
|                                                                                                |                                                                                                | Bleichstraße 22 LageFlur: 1, Flurstück: 38/4                         | | 1897                   | 60720 DDB  |
|                                                                                                |                                                                                                | Bleichstraße 23 LageFlur: 4, Flurstück: 329/1                        | | 1907                   | 60724 DDB  |
|                                                                                                |                                                                                                | Bleichstraße 24 LageFlur: 5, Flurstück: 6/9                          | | 1890                   | 60722 DDB  |
|                                                                                                |                                                                                                | Bleichstraße 27 LageFlur: 4, Flurstück: 292                          | | 1892                   | 60728 DDB  |
|                                                                                                |                                                                                                | Bleichstraße 28 LageFlur: 5, Flurstück: 6/4                          | | 1889                   | 60734 DDB  |
|                                                                                                |                                                                                                | Bleichstraße 31 LageFlur: 4, Flurstück: 295/3                        | | 1897                   | 60730 DDB  |
|                                                                                                |                                                                                                | Bleichstraße 32 LageFlur: 4, Flurstück: 331/1                        | | 1891                   | 60732 DDB  |
|                                                                                                |                                                                                                | Bleichstraße 33 LageFlur: 4, Flurstück: 301/2                        | | 1897                   | 60736 DDB  |
|                                                                                                |                                                                                                | Bleichstraße 34 LageFlur: 4, Flurstück: 331/2                        | | 1909                   | 60738 DDB  |
|                                                                                                |                                                                                                | Bleichstraße 36 LageFlur: 4, Flurstück: 342/1                        | | 1893                   | 60740 DDB  |
|                                                                                                |                                                                                                | Bleichstraße 40 LageFlur: 4, Flurstück: 343/3                        | | 1894                   | 60742 DDB  |
|                                                                                                |                                                                                                | Bleichstraße 46 LageFlur: 4, Flurstück: 349/7                        | | 1910                   | 60746 DDB  |
|                                                                                                |                                                                                                | Bleichstraße 48 LageFlur: 4, Flurstück: 349/2                        | | 1912                   | 60748 DDB  |
|                                                                                                |                                                                                                | Bruchstraße 3–5 LageFlur: 4, Flurstück: 295/4+295/5                  | | 1898                   | 60750 DDB  |
|                                                                                                |                                                                                                | Bruchstraße 4 LageFlur: 4, Flurstück: 301/1                          | | 1897                   | 60752 DDB  |
|                                                                                                |                                                                                                | Bruchstraße 6 LageFlur: 4, Flurstück: 300/3                          | | 1896                   | 60754 DDB  |
|                                                                                                |                                                                                                | Bruchstraße 7 LageFlur: 4, Flurstück: 295/2                          | | 1899                   | 60756 DDB  |
|                                                                                                |                                                                                                | Bruchstraße 8 LageFlur: 4, Flurstück: 300/2                          | | 1896                   | 60758 DDB  |
|                                                                                                |                                                                                                | Bruchstraße 9 LageFlur: 4, Flurstück: 295/7                          | | 1898                   | 60760 DDB  |
|                                                                                                |                                                                                                | Bruchstraße 10 LageFlur: 4, Flurstück: 300/1                         | | 1896                   | 60762 DDB  |
|                                                                                                |                                                                                                | Bruchstraße 11 LageFlur: 4, Flurstück: 295/8                         | | 1897                   | 60764 DDB  |
| „Zum Grünen Kranz“                                                                             | „Zum Grünen Kranz“                                                                             | Bruchstraße 12 LageFlur: 4, Flurstück: 296/5                         | | 1896                   | 60766 DDB  |
|                                                                                                |                                                                                                | Bruchstraße 13–15 LageFlur: 4, Flurstück: 282/5+6, 282/1             | | 1906                   | 60768 DDB  |
|                                                                                                |                                                                                                | Bruchstraße 14–16 LageFlur: 4, Flurstück: 297/2+4                    | | 1899                   | 60770 DDB  |
|                                                                                                |                                                                                                | Bruchstraße 17 LageFlur: 4, Flurstück: 282/7                         | | 1912                   | 60772 DDB  |
|                                                                                                |                                                                                                | Bruchstraße 22 LageFlur: 4, Flurstück: 297/7                         | | 1901                   | 60776 DDB  |
|                                                                                                |                                                                                                | Bruchstraße 24 LageFlur: 4, Flurstück: 296/3                         | | 1899                   | 60778 DDB  |
|                                                                                                |                                                                                                | Bruchstraße 28–30 LageFlur: 4, Flurstück: 282/2+3                    | | 1903                   | 60782 DDB  |
|                                                                                                |                                                                                                | Ebelstraße 5 LageFlur: 5, Flurstück: 140/2                           | | 1899                   | 60786 DDB  |
|                                                                                                |                                                                                                | Ebelstraße 7 LageFlur: 5, Flurstück: 140/1                           | | 1898                   | 60788 DDB  |
|                                                                                                |                                                                                                | Ebelstraße 12 LageFlur: 5, Flurstück: 205/3                          | | 1875 bis 1925          | 60792 DDB  |
|                                                                                                |                                                                                                | Ebelstraße 14 LageFlur: 5, Flurstück: 205/4                          | | 1897                   | 60794 DDB  |
|                                                                                                |                                                                                                | Ebelstraße 16 LageFlur: 5, Flurstück: 202                            | | 1901                   | 60798 DDB  |
|                                                                                                |                                                                                                | Ebelstraße 17 LageFlur: 5, Flurstück: 458/1                          | | 1896                   | 60800 DDB  |
|                                                                                                |                                                                                                | Ebelstraße 20 LageFlur: 5, Flurstück: 199/1                          | | 1907                   | 60804 DDB  |
|                                                                                                |                                                                                                | Ebelstraße 22 LageFlur: 5, Flurstück: 198                            | | 1904                   | 60806 DDB  |
|                                                                                                |                                                                                                | Ebelstraße 23 LageFlur: 5, Flurstück: 405                            | | 1900                   | 60808 DDB  |
|                                                                                                |                                                                                                | Ebelstraße 24 LageFlur: 5, Flurstück: 197/1                          | | 1904                   | 60810 DDB  |
|                                                                                                |                                                                                                | Ebelstraße 28 LageFlur: 5, Flurstück: 195                            | | 1895                   | 60812 DDB  |
|                                                                                                |                                                                                                | Ebelstraße 30 LageFlur: 5, Flurstück: 194/1                          | | 1903                   | 60814 DDB  |
|                                                                                                |                                                                                                | Ebelstraße 32–34 LageFlur: 5, Flurstück: 193+192                     | | 1896                   | 60816 DDB  |
|                                                                                                |                                                                                                | Ebelstraße 39 LageFlur: 5, Flurstück: 395                            | | 1905                   | 60818 DDB  |
|                                                                                                |                                                                                                | Frankfurter Straße 31 LageFlur: 5, Flurstück: 287/2                  | | 1835 bis 1845          | 60824 DDB  |
|                                                                                                |                                                                                                | Friedrichstraße 15 LageFlur: 5, Flurstück: 282/2                     | | 1910                   | 60826 DDB  |
|                                                                                                |                                                                                                | Friedrichstraße 17 LageFlur: 5, Flurstück: 282/1                     | | 1910                   | 60828 DDB  |
|                                                                                                |                                                                                                | Friedrichstraße 25 LageFlur: 5, Flurstück: 274/2                     | | 1924                   | 60830 DDB  |
|                                                                                                |                                                                                                | Gartenstraße 13 LageFlur: 4, Flurstück: 161/1                        | | 1897                   | 60832 DDB  |
|                                                                                                |                                                                                                | Gartenstraße 14 LageFlur: 4, Flurstück: 173/1                        | | 1870                   | 60834 DDB  |
| Villa Gail                                                                                     | Villa Gail                                                                                     | Gartenstraße 22 LageFlur: 4, Flurstück: 158/1                        | | 1893                   | 60836 DDB  |
| Villa Ockel                                                                                    | Villa Ockel                                                                                    | Gartenstraße 26 LageFlur: 4, Flurstück: 157/1                        | | 1893                   | 60838 DDB  |
|                                                                                                |                                                                                                | Goethestraße 19 LageFlur: 1, Flurstück: 20/6                         | | 1901                   | 60841 DDB  |
|                                                                                                |                                                                                                | Goethestraße 21 LageFlur: 1, Flurstück: 20/5                         | | 1900                   | 60842 DDB  |
|                                                                                                |                                                                                                | Goethestraße 22 LageFlur: 1, Flurstück: 23/1                         | | 1927                   | 60850 DDB  |
|                                                                                                |                                                                                                | Goethestraße 23 LageFlur: 1, Flurstück: 20/4                         | | 1900                   | 60844 DDB  |
|                                                                                                |                                                                                                | Goethestraße 25 LageFlur: 1, Flurstück: 20/3                         | | 1899                   | 60846 DDB  |
|                                                                                                |                                                                                                | Goethestraße 27 LageFlur: 1, Flurstück: 20/2                         | | 1899                   | 60848 DDB  |
|                                                                                                |                                                                                                | Goethestraße 28 LageFlur: 1, Flurstück: 23/4                         | | 1914                   | 60852 DDB  |
|                                                                                                |                                                                                                | Goethestraße 29 LageFlur: 1, Flurstück: 20/1                         | | 1894                   | 60854 DDB  |
|                                                                                                |                                                                                                | Goethestraße 30 LageFlur: 1, Flurstück: 23/5                         | | 1908                   | 60856 DDB  |
| Ehemalige Vogt’sche Privathandelsschule                                                        | Ehemalige Vogt’sche Privathandelsschule                                                        | Goethestraße 32 LageFlur: 4, Flurstück: 307                          | | 1886                   | 60858 DDB  |
|                                                                                                |                                                                                                | Goethestraße 33 LageFlur: 4, Flurstück: 235/1                        | | 1887                   | 60860 DDB  |
|                                                                                                |                                                                                                | Goethestraße 34 LageFlur: 4, Flurstück: 305/1                        | | 1888                   | 60863 DDB  |
|                                                                                                |                                                                                                | Goethestraße 36 LageFlur: 4, Flurstück: 304                          | | 1888                   | 60867 DDB  |
|                                                                                                |                                                                                                | Goethestraße 40 LageFlur: 4, Flurstück: 279                          | | 1884                   | 60869 DDB  |
|                                                                                                |                                                                                                | Goethestraße 42 LageFlur: 4, Flurstück: 277                          | | 1891                   | 60871 DDB  |
|                                                                                                |                                                                                                | Goethestraße 44 LageFlur: 4, Flurstück: 276                          | | 1893                   | 63724 DDB  |
|                                                                                                |                                                                                                | Goethestraße 46 LageFlur: 4, Flurstück: 275/1                        | | 1893                   | 60874 DDB  |
|                                                                                                |                                                                                                | Goethestraße 48–50 LageFlur: 4, Flurstück: 273/1+272/3               | Historistisches dreieinhalbgeschossiges, axialsymmetrisch angelegtes Doppelwohnhaus mit Seitenrisalit | 1892                   | 60876 DDB  |
|                                                                                                |                                                                                                | Goethestraße 52 LageFlur: 4, Flurstück: 271/1                        | | 1894                   | 60878 DDB  |
|                                                                                                |                                                                                                | Goethestraße 54 LageFlur: 4, Flurstück: 270/1                        | | 1890                   | 60880 DDB  |
| Ehemaliges Physikalisch-chemisches Institut                                                    | Ehemaliges Physikalisch-chemisches Institut                                                    | Goethestraße 55 LageFlur: 4, Flurstück: 239/2                        | | 1897                   | 60882 DDB  |
| Ehemaliges Finanz- und Versorgungsamt, heute Erwin-Stein-Gebäude der Justus-Liebig-Universität | Ehemaliges Finanz- und Versorgungsamt, heute Erwin-Stein-Gebäude der Justus-Liebig-Universität | Goethestraße 58 LageFlur: 4, Flurstück: 367/2                        | | 1923 bis 1933          | 60884 DDB  |
|                                                                                                |                                                                                                | Goethestraße 70 LageFlur: 4, Flurstück: 372/6                        | | 1911                   | 60892 DDB  |
|                                                                                                |                                                                                                | Goethestraße 72 LageFlur: 4, Flurstück: 373/3                        | | 1930                   | 60894 DDB  |
|                                                                                                |                                                                                                | Hein-Heckroth-Straße (Bergstraße) 3 LageFlur: 4, Flurstück: 37       | Zweigeschossiges Wohnhaus der frühen Nachkriegszeit | 1947                   | 60896 DDB  |
|                                                                                                |                                                                                                | Hein-Heckroth-Straße (Bergstraße) 7 LageFlur: 4, Flurstück: 41/1+2   | Zweigeschossiger villenartiger Wohnhauskubus im Stil des klassizistischen Historismus | 1882                   | 60898 DDB  |
|                                                                                                |                                                                                                | Henselstraße 1 LageFlur: 4, Flurstück: 408/1                         | | 1904                   | 60904 DDB  |
|                                                                                                |                                                                                                | Henselstraße 2 LageFlur: 4, Flurstück: 263/8                         | | 1906                   | 60900 DDB  |
|                                                                                                |                                                                                                | Henselstraße 4 LageFlur: 4, Flurstück: 262/10                        | | 1906                   | 60902 DDB  |
|                                                                                                |                                                                                                | Henselstraße 5 LageFlur: 4, Flurstück: 404                           | | 1905                   | 60906 DDB  |
|                                                                                                |                                                                                                | Henselstraße 6 LageFlur: 4, Flurstück: 262/6                         | | 1906                   | 60908 DDB  |
|                                                                                                |                                                                                                | Henselstraße 8 LageFlur: 4, Flurstück: 262/5                         | | 1905                   | 60910 DDB  |
|                                                                                                |                                                                                                | Iheringstraße 6 LageFlur: 5, Flurstück: 473                          | | 1919 bis 1929          | 60914 DDB  |
|                                                                                                |                                                                                                | Keplerstraße 1 LageFlur: 4, Flurstück: 183/1                         | | 1899                   | 60912 DDB  |
|                                                                                                |                                                                                                | Keplerstraße 5 LageFlur: 4, Flurstück: 166/5                         | | 1911                   | 60915 DDB  |
|                                                                                                |                                                                                                | Keplerstraße 7 LageFlur: 4, Flurstück: 150/1                         | | 1909                   | 60917 DDB  |
|                                                                                                |                                                                                                | Keplerstraße 9 LageFlur: 4, Flurstück: 149/4                         | | 1900                   | 60919 DDB  |
|                                                                                                |                                                                                                | Keplerstraße 11 LageFlur: 4, Flurstück: 149/3                        | | 1900                   | 60921 DDB  |
|                                                                                                |                                                                                                | Keplerstraße 13 LageFlur: 4, Flurstück: 149/2                        | | 1917 bis 1927          | 60923 DDB  |
| Kutscherwohnhaus, Pferdestall und Reithalle                                                    | Kutscherwohnhaus, Pferdestall und Reithalle                                                    | Leihgesterner Weg 17 LageFlur: 5, Flurstück: 225/4                   | | 1934                   | 60925 DDB  |
|                                                                                                |                                                                                                | Leihgesterner Weg 21 LageFlur: 5, Flurstück: 212/1                   | | 1879                   | 60927 DDB  |
|                                                                                                |                                                                                                | Leihgesterner Weg 25 LageFlur: 5, Flurstück: 191                     | | 1898                   | 60929 DDB  |
| Ehemaliges Verwaltungsgebäude der Actienbrauerei                                               | Ehemaliges Verwaltungsgebäude der Actienbrauerei                                               | Leihgesterner Weg 33 LageFlur: 5, Flurstück: 415                     | | 1875                   | 60931 DDB  |
| St. Josephs Krankenhaus                                                                        | St. Josephs Krankenhaus                                                                        | Liebigstraße 24 LageFlur: 5, Flurstück: 52/1                         | | 1830                   | 60933 DDB  |
| Katholisches Pfarrhaus                                                                         | Katholisches Pfarrhaus                                                                         | Liebigstraße 28 LageFlur: 5, Flurstück: 63/3                         | | 1928                   | 60935 DDB  |
| weitere Bilder                                                                                 | St. Bonifatius                                                                                 | Liebigstraße 30 LageFlur: 5, Flurstück: 63/3                         | | Anfang 20. Jahrhundert | 60937 DDB  |
|                                                                                                |                                                                                                | Liebigstraße 31 LageFlur: 5, Flurstück: 80                           | | 1901                   | 60939 DDB  |
|                                                                                                |                                                                                                | Liebigstraße 33 LageFlur: 5, Flurstück: 81/2                         | | 1901                   | 60941 DDB  |
|                                                                                                |                                                                                                | Liebigstraße 35 LageFlur: 5, Flurstück: 83/2                         | | 1902                   | 60945 DDB  |
|                                                                                                |                                                                                                | Liebigstraße 37 LageFlur: 5, Flurstück: 84/5                         | | 1901                   | 60947 DDB  |
|                                                                                                |                                                                                                | Liebigstraße 38 LageFlur: 5, Flurstück: 68/1                         | | 1903                   | 60949 DDB  |
|                                                                                                |                                                                                                | Liebigstraße 39 LageFlur: 5, Flurstück: 85/1                         | | 1901                   | 60951 DDB  |
|                                                                                                |                                                                                                | Liebigstraße 34–36 LageFlur: 5, Flurstück: 70/1+69/1                 | | 1904                   | 60943 DDB  |
| Ehemalige Kreisleitung, Wohnsitz des Oberbürgermeisters Dr. Engler, heute Kindertagesstätte    | Ehemalige Kreisleitung, Wohnsitz des Oberbürgermeisters Dr. Engler, heute Kindertagesstätte    | Liebigstraße 40 LageFlur: 5, Flurstück: 77                           | | 1939                   | 60953 DDB  |
|                                                                                                |                                                                                                | Liebigstraße 43 LageFlur: 5, Flurstück: 97                           | | 1910                   | 60955 DDB  |
|                                                                                                |                                                                                                | Liebigstraße 45 LageFlur: 5, Flurstück: 98                           | | 1933                   | 60957 DDB  |
| Wolff’sche Villa                                                                               | Wolff’sche Villa                                                                               | Liebigstraße 46 LageFlur: 5, Flurstück: 78/1                         | | 1874                   | 60958 DDB  |
|                                                                                                |                                                                                                | Liebigstraße 47 LageFlur: 5, Flurstück: 99                           | | 1876                   | 60960 DDB  |
|                                                                                                |                                                                                                | Liebigstraße 48 LageFlur: 5, Flurstück: 102                          | | 1935                   | 60962 DDB  |
| Villa Heyligenstaedt                                                                           | Villa Heyligenstaedt                                                                           | Liebigstraße 49 LageFlur: 5, Flurstück: 100                          | | 1886                   | 60964 DDB  |
|                                                                                                |                                                                                                | Liebigstraße 57 LageFlur: 5, Flurstück: 113/1                        | | 1893                   | 60966 DDB  |
|                                                                                                |                                                                                                | Liebigstraße 58 LageFlur: 5, Flurstück: 216/4                        | | 1890                   | 60968 DDB  |
|                                                                                                |                                                                                                | Liebigstraße 61 LageFlur: 5, Flurstück: 116/10                       | | 1875                   | 60970 DDB  |
|                                                                                                |                                                                                                | Liebigstraße 62 LageFlur: 5, Flurstück: 209/2                        | | 1898                   | 60972 DDB  |
|                                                                                                |                                                                                                | Liebigstraße 63 LageFlur: 5, Flurstück: 117/1                        | | 1881                   | 60974 DDB  |
|                                                                                                |                                                                                                | Liebigstraße 64 LageFlur: 5, Flurstück: 207                          | | 1894                   | 60976 DDB  |
|                                                                                                |                                                                                                | Liebigstraße 65 LageFlur: 5, Flurstück: 119/3                        | | 1880                   | 60978 DDB  |
|                                                                                                |                                                                                                | Liebigstraße 66 LageFlur: 5, Flurstück: 206/3                        | | 1890                   | 60980 DDB  |
|                                                                                                |                                                                                                | Liebigstraße 68 LageFlur: 5, Flurstück: 466                          | | 1900                   | 60982 DDB  |
|                                                                                                |                                                                                                | Liebigstraße 69 LageFlur: 5, Flurstück: 123/2                        | | 1893                   | 60984 DDB  |
|                                                                                                |                                                                                                | Liebigstraße 70+A LageFlur: 5, Flurstück: 467+468                    | | 1901                   | 60986 DDB  |
|                                                                                                |                                                                                                | Liebigstraße 73 LageFlur: 5, Flurstück: 124/2                        | | 1891                   | 60988 DDB  |
|                                                                                                |                                                                                                | Liebigstraße 74 LageFlur: 5, Flurstück: 478                          | | 1911                   | 60990 DDB  |
|                                                                                                |                                                                                                | Liebigstraße 75–77 LageFlur: 5, Flurstück: 141/2+1                   | | 1904                   | 60992 DDB  |
|                                                                                                |                                                                                                | Liebigstraße 76–78 LageFlur: 5, Flurstück: 479+480                   | | 1911                   | 60994 DDB  |
|                                                                                                |                                                                                                | Liebigstraße 80–82 LageFlur: 5, Flurstück: 481+482                   | | 1913                   | 60996 DDB  |
|                                                                                                |                                                                                                | Liebigstraße 83 LageFlur: 5, Flurstück: 150                          | | 1905                   | 60998 DDB  |
|                                                                                                |                                                                                                | Liebigstraße 84 LageFlur: 5, Flurstück: 492                          | | 1911                   | 61000 DDB  |
|                                                                                                |                                                                                                | Liebigstraße 85 LageFlur: 5, Flurstück: 151                          | | 1905                   | 61002 DDB  |
|                                                                                                |                                                                                                | Liebigstraße 86 LageFlur: 5, Flurstück: 493                          | | 1912                   | 61004 DDB  |
|                                                                                                |                                                                                                | Liebigstraße 87 LageFlur: 5, Flurstück: 154                          | | 1905                   | 61006 DDB  |
|                                                                                                |                                                                                                | Liebigstraße 91 LageFlur: 5, Flurstück: 188/1                        | | 1906                   | 61008 DDB  |
|                                                                                                |                                                                                                | Liebigstraße 95 LageFlur: 5, Flurstück: 186                          | | 1906                   | 61010 DDB  |
| Lukaskirche                                                                                    | Lukaskirche                                                                                    | Löberstraße 4 LageFlur: 4, Flurstück: 195/1                          | | 1952                   | 61013 DDB  |
|                                                                                                |                                                                                                | Löberstraße 5 LageFlur: 4, Flurstück: 199/1                          | | 1879                   | 61015 DDB  |
|                                                                                                |                                                                                                | Löberstraße 6+A LageFlur: 4, Flurstück: 200                          | | 1881                   | 61017 DDB  |
|                                                                                                |                                                                                                | Löberstraße 8 LageFlur: 4, Flurstück: 214/1                          | | 1894                   | 61019 DDB  |
|                                                                                                |                                                                                                | Löberstraße 9 LageFlur: 4, Flurstück: 215/3                          | | 1894                   | 61021 DDB  |
|                                                                                                |                                                                                                | Löberstraße 10 LageFlur: 4, Flurstück: 220/1                         | | 1894                   | 61023 DDB  |
|                                                                                                |                                                                                                | Löberstraße 11 LageFlur: 4, Flurstück: 220/2                         | | 1894                   | 61025 DDB  |
|                                                                                                |                                                                                                | Löberstraße 13 LageFlur: 4, Flurstück: 225                           | | 1891                   | 61029 DDB  |
|                                                                                                |                                                                                                | Löberstraße 14 LageFlur: 4, Flurstück: 229/1                         | | 1891                   | 61033 DDB  |
|                                                                                                |                                                                                                | Löberstraße 15 LageFlur: 4, Flurstück: 230                           | Zweigeschossiges Wohnhaus, Teil eines Ensembles mit den sehr ähnlichen Nachbarhäusern Nr. 13 und 14 | 1891                   | 61031 DDB  |
|                                                                                                |                                                                                                | Löberstraße 18 LageFlur: 4, Flurstück: 310/2                         | | 1892                   | 61037 DDB  |
|                                                                                                |                                                                                                | Löberstraße 19+B LageFlur: 4, Flurstück: 318/1                       | | 1894                   | 61035 DDB  |
|                                                                                                |                                                                                                | Löberstraße 20 LageFlur: 4, Flurstück: 319/1                         | | 1895                   | 61039 DDB  |
|                                                                                                |                                                                                                | Löberstraße 21 LageFlur: 4, Flurstück: 323/1                         | | 1895                   | 61041 DDB  |
|                                                                                                |                                                                                                | Löberstraße 22 LageFlur: 4, Flurstück: 323/2                         | | 1895                   | 61043 DDB  |
|                                                                                                |                                                                                                | Löberstraße 23 LageFlur: 4, Flurstück: 324/5                         | | 1895                   | 61045 DDB  |
|                                                                                                |                                                                                                | Löberstraße 24 LageFlur: 4, Flurstück: 324/4                         | | 1896                   | 61047 DDB  |
|                                                                                                |                                                                                                | Löberstraße 25 LageFlur: 4, Flurstück: 325/1                         | | 1896                   | 61049 DDB  |
|                                                                                                |                                                                                                | Löberstraße 26 LageFlur: 4, Flurstück: 326/3+4                       | | 1882                   | 61051 DDB  |
| Großherzogliche Handelskammer, heute IHK Gießen-Friedberg                                      | Großherzogliche Handelskammer, heute IHK Gießen-Friedberg                                      | Lonystraße 7 LageFlur: 1, Flurstück: 12/3                            | | 1912                   | 61053 DDB  |
|                                                                                                |                                                                                                | Lonystraße 17 LageFlur: 1, Flurstück: 36/1                           | | 1898                   | 61055 DDB  |
|                                                                                                |                                                                                                | Lonystraße 18 LageFlur: 1, Flurstück: 36/8                           | | 1892                   | 61057 DDB  |
|                                                                                                |                                                                                                | Lonystraße 20 LageFlur: 1, Flurstück: 36/5                           | | 1883 bis 1893          | 61059 DDB  |
|                                                                                                |                                                                                                | Ludwigstraße 10 LageFlur: 4, Flurstück: 196/1                        | | 1883                   | 61061 DDB  |
|                                                                                                |                                                                                                | Ludwigstraße 16 LageFlur: 4, Flurstück: 203/3                        | | 1906                   | 61067 DDB  |
|                                                                                                |                                                                                                | Ludwigstraße 19 LageFlur: 4, Flurstück: 239/2                        | | 1887                   | 61069 DDB  |
|                                                                                                |                                                                                                | Ludwigstraße 20 LageFlur: 4, Flurstück: 217                          | | 1887 bis 1897          | 61071 DDB  |
| Ehemaliges Chemisches Institut                                                                 | Ehemaliges Chemisches Institut                                                                 | Ludwigstraße 21 LageFlur: 4, Flurstück: 239/2                        | | 1893                   | 61072 DDB  |
|                                                                                                |                                                                                                | Ludwigstraße 22 LageFlur: 4, Flurstück: 219                          | | 1891                   | 61074 DDB  |
| Hauptgebäude der Justus-Liebig-Universität                                                     | Hauptgebäude der Justus-Liebig-Universität                                                     | Ludwigstraße 23 LageFlur: 4, Flurstück: 239/2                        | | 1874 bis 1884          | 61080 DDB  |
|                                                                                                |                                                                                                | Ludwigstraße 24 LageFlur: 4, Flurstück: 222                          | | 1889                   | 61076 DDB  |
|                                                                                                |                                                                                                | Ludwigstraße 26 LageFlur: 4, Flurstück: 223/1                        | | 1888                   | 61078 DDB  |
|                                                                                                |                                                                                                | Ludwigstraße 27 LageFlur: 4, Flurstück: 280                          | | 1886                   | 61082 DDB  |
|                                                                                                |                                                                                                | Ludwigstraße 28 LageFlur: 4, Flurstück: 227                          | | 1887                   | 61084 DDB  |
|                                                                                                |                                                                                                | Ludwigstraße 29 LageFlur: 4, Flurstück: 281                          | | Ende 19. Jahrhundert   | 61086 DDB  |
|                                                                                                |                                                                                                | Ludwigstraße 30+A LageFlur: 4, Flurstück: 228/1                      | | 1886                   | 61088 DDB  |
|                                                                                                |                                                                                                | Ludwigstraße 31 LageFlur: 4, Flurstück: 284/1                        | | Ende 19. Jahrhundert   | 61090 DDB  |
|                                                                                                |                                                                                                | Ludwigstraße 32 LageFlur: 4, Flurstück: 238                          | | 1886                   | 61092 DDB  |
|                                                                                                |                                                                                                | Ludwigstraße 33 LageFlur: 4, Flurstück: 285/1                        | | 1890                   | 61094 DDB  |
| Ehemaliges Kunstwissenschaftliches Institut                                                    | Ehemaliges Kunstwissenschaftliches Institut                                                    | Ludwigstraße 34 LageFlur: 4, Flurstück: 303                          | | 1886                   | 61096 DDB  |
|                                                                                                |                                                                                                | Ludwigstraße 35 LageFlur: 4, Flurstück: 288                          | | 1890                   | 61098 DDB  |
|                                                                                                |                                                                                                | Ludwigstraße 36 LageFlur: 4, Flurstück: 315                          | Dreigeschossiges würfelartiges Wohn- und Geschäftshaus mit hinterem Anbau; die einfache Fassade ist durch Eckpilaster sowie Sockel- und Gurtgesims gegliedert. | Ende 19. Jahrhundert   | 61100 DDB  |
|                                                                                                |                                                                                                | Ludwigstraße 37 LageFlur: 4, Flurstück: 289                          | | Ende 19. Jahrhundert   | 61102 DDB  |
|                                                                                                |                                                                                                | Ludwigstraße 39 LageFlur: 4, Flurstück: 290/1                        | | 1910                   | 61106 DDB  |
|                                                                                                |                                                                                                | Ludwigstraße 40+A LageFlur: 4, Flurstück: 317/3                      | Zweigeschossiges Wohnhaus, am Stil der italienischen Renaissance orientiert. Im Hintergebäude befinden sich noch die originale Türe sowie originale Fenster. | 1889                   | 61108 DDB  |
|                                                                                                |                                                                                                | Ludwigstraße 41 LageFlur: 4, Flurstück: 291                          | | 1889                   | 61110 DDB  |
|                                                                                                |                                                                                                | Ludwigstraße 42 LageFlur: 4, Flurstück: 321/1                        | | Ende 19. Jahrhundert   | 61112 DDB  |
|                                                                                                |                                                                                                | Ludwigstraße 44+A LageFlur: 4, Flurstück: 322/1                      | Dreigeschossiges repräsentatives Wohnhaus mit einer Fassade in Formen der Renaissance. Das dahinter gelegene Backhaus hat eine Stufengiebelfassade im Stil der Neuen Sachlichkeit. | 1893                   | 61114 DDB  |
|                                                                                                |                                                                                                | Ludwigstraße 45 LageFlur: 4, Flurstück: 332/1                        | | 1879                   | 61116 DDB  |
|                                                                                                |                                                                                                | Ludwigstraße 46 LageFlur: 4, Flurstück: 328                          | | 1892                   | 61118 DDB  |
|                                                                                                |                                                                                                | Ludwigstraße 47 LageFlur: 4, Flurstück: 337/3                        | | 1877                   | 61120 DDB  |
|                                                                                                |                                                                                                | Ludwigstraße 52–54 LageFlur: 5, Flurstück: 8                         | | 1882                   | 61122 DDB  |
|                                                                                                |                                                                                                | Ludwigstraße 56 LageFlur: 5, Flurstück: 10                           | | Ende 19. Jahrhundert   | 61126 DDB  |
|                                                                                                |                                                                                                | Ludwigstraße 59 LageFlur: 4, Flurstück: 110                          | | 1886                   | 61130 DDB  |
|                                                                                                |                                                                                                | Ludwigstraße 60/Riegelpfad 32 LageFlur: 5, Flurstück: 105/2 u. 105/3 | | Ende 19. Jahrhundert   | 61132 DDB  |
|                                                                                                |                                                                                                | Ludwigstraße 61 LageFlur: 5, Flurstück: 220                          | | 1893                   | 61134 DDB  |
|                                                                                                |                                                                                                | Ludwigstraße 64 LageFlur: 5, Flurstück: 104                          | | 1906                   | 61136 DDB  |
|                                                                                                |                                                                                                | Ludwigstraße 70 LageFlur: 5, Flurstück: 231/1                        | | 1882                   | 61138 DDB  |
|                                                                                                |                                                                                                | Ludwigstraße 72 LageFlur: 5, Flurstück: 231/2                        | | 1927                   | 61140 DDB  |
| Villa Bänninger                                                                                | Villa Bänninger                                                                                | Ludwigstraße 73 LageFlur: 5, Flurstück: 227/2                        | | 1887                   | 61142 DDB  |
| Corpshaus des Corps Normannia-Halle, ehemalige Villa Hollmann                                  | Corpshaus des Corps Normannia-Halle, ehemalige Villa Hollmann                                  | Ludwigstraße 74 LageFlur: 5, Flurstück: 231/3                        | | 1927                   | 61144 DDB  |
|                                                                                                |                                                                                                | Ludwigstraße 76 LageFlur: 5, Flurstück: 74/1                         | | 1907                   | 61146 DDB  |
|                                                                                                |                                                                                                | Ludwigstraße 77 LageFlur: 5, Flurstück: 227/1                        | | 1910                   | 61148 DDB  |
|                                                                                                |                                                                                                | Riegelpfad 6 LageFlur: 5, Flurstück: 83/1                            | | 1887                   | 61150 DDB  |
|                                                                                                |                                                                                                | Riegelpfad 8 LageFlur: 5, Flurstück: 84/4                            | | 1902                   | 61152 DDB  |
|                                                                                                |                                                                                                | Riegelpfad 20–30 LageFlur: 5, Flurstück: 89–94                       | | 1915 bis 1925          | 61154 DDB  |
|                                                                                                |                                                                                                | Riegelpfad 42–44 LageFlur: 5, Flurstück: 116/1+3                     | |                        | 61156 DDB  |
|                                                                                                |                                                                                                | Riegelpfad 46 LageFlur: 5, Flurstück: 117/3                          | | 1896                   | 61158 DDB  |
|                                                                                                |                                                                                                | Riegelpfad 50 LageFlur: 5, Flurstück: 118/1                          | | 1897                   | 61160 DDB  |
|                                                                                                |                                                                                                | Riegelpfad 76 LageFlur: 5, Flurstück: 137/2                          | | 1902                   | 61166 DDB  |
| Bild gesucht BW                                                                                |                                                                                                | Riegelpfad 84 LageFlur: 5, Flurstück: 160                            | | 1868                   | 61168 DDB  |
|                                                                                                |                                                                                                | Riegelpfad 88/90 LageFlur: 5, Flurstück: 162+163                     | | 1897                   | 61170 DDB  |
|                                                                                                |                                                                                                | Riegelpfad 92/94 LageFlur: 5, Flurstück: 164+165                     | Riegelpfad 92 | 1896                   | 61172 DDB  |
|                                                                                                |                                                                                                | Riegelpfad 92/94 LageFlur: 5, Flurstück: 164+165                     | Riegelpfad 94 | 1896                   | 61172 DDB  |
|                                                                                                |                                                                                                | Riegelpfad 96/98 LageFlur: 5, Flurstück: 166+167                     | Riegelpfad 96 | 1896                   | 61174 DDB  |
|                                                                                                |                                                                                                | Riegelpfad 96/98 LageFlur: 5, Flurstück: 166+167                     | Riegelpfad 98 | 1896                   | 61174 DDB  |
|                                                                                                |                                                                                                | Riegelpfad 100 LageFlur: 5, Flurstück: 168/1                         | | 1896                   | 61175 DDB  |
|                                                                                                |                                                                                                | Stephanstraße 4 LageFlur: 4, Flurstück: 171/2                        | | 1896                   | 61177 DDB  |
| Verbindungshaus des V.K.D.St. Hasso-Rhenania, ehemaliges Wohnhaus Dr. Clemm                    | Verbindungshaus des V.K.D.St. Hasso-Rhenania, ehemaliges Wohnhaus Dr. Clemm                    | Stephanstraße 6 LageFlur: 4, Flurstück: 174/1                        | | 1896                   | 61179 DDB  |
|                                                                                                |                                                                                                | Stephanstraße 13 LageFlur: 4, Flurstück: 167/2                       | | 1898                   | 61183 DDB  |
|                                                                                                |                                                                                                | Stephanstraße 14 LageFlur: 4, Flurstück: 183/2                       | | 1903                   | 61185 DDB  |
|                                                                                                |                                                                                                | Stephanstraße 15 LageFlur: 4, Flurstück: 256/2                       | | 1898                   | 61187 DDB  |
|                                                                                                |                                                                                                | Stephanstraße 17 LageFlur: 4, Flurstück: 257/4                       | | 1904                   | 61189 DDB  |
|                                                                                                |                                                                                                | Stephanstraße 19 LageFlur: 4, Flurstück: 257/2                       | | 1905                   | 61191 DDB  |
|                                                                                                |                                                                                                | Stephanstraße 21 LageFlur: 4, Flurstück: 257/1                       | | 1905                   | 61193 DDB  |
|                                                                                                |                                                                                                | Stephanstraße 34 LageFlur: 4, Flurstück: 297/6                       | | Ende 19. Jahrhundert   | 61195 DDB  |
|                                                                                                |                                                                                                | Stephanstraße 36 LageFlur: 4, Flurstück: 297/1                       | | 1897                   | 61197 DDB  |
|                                                                                                |                                                                                                | Stephanstraße 37 LageFlur: 4, Flurstück: 354/2                       | | 1899                   | 61199 DDB  |
|                                                                                                |                                                                                                | Stephanstraße 39 LageFlur: 4, Flurstück: 354/1                       | | 1899                   | 61201 DDB  |
|                                                                                                |                                                                                                | Stephanstraße 42 LageFlur: 4, Flurstück: 299/4                       | | 1896                   | 61203 DDB  |
|                                                                                                |                                                                                                | Stephanstraße 44 LageFlur: 4, Flurstück: 349/8                       | | 1912                   | 61205 DDB  |
|                                                                                                |                                                                                                | Stephanstraße 47 LageFlur: 4, Flurstück: 353/1                       | | 1906                   | 61207 DDB  |
|                                                                                                |                                                                                                | Stephanstraße 49 LageFlur: 4, Flurstück: 352/2                       | | 1910                   | 61211 DDB  |
| Bild gesucht BW                                                                                |                                                                                                | Stephanstraße 51 LageFlur: 4, Flurstück: 352/1                       | | 1910                   | 61209 DDB  |
|                                                                                                |                                                                                                | Südanlage 4 LageFlur: 1, Flurstück: 1/3                              | Spätklassizistisches Wohnhaus in ungefähr würfelartigen Dimensionen mit flach geneigtem pyramidenförmigem Dach, typisch für viele Häuser, die in den 1860er und 1870er Jahren an der „Neuen Anlage“ (Südanlage) errichtet wurden.                                                                    | 1872                   | 61213 DDB  |
|                                                                                                |                                                                                                | Südanlage 5 LageFlur: 1, Flurstück: 8/2                              | Dreigeschossiges Wohn- und Geschäftshaus mit roter Klinkerfassade und hell abgesetzten Zierelementen sowie Erkern an der Front zur Südanlage und an der Ecke zur Bismarckstraße | 1891                   | 61215 DDB  |
| Ehemaliges Landgraf-Ludwig-Gymnasium                                                           | Ehemaliges Landgraf-Ludwig-Gymnasium                                                           | Südanlage 6 LageFlur: 1, Flurstück: 9                                | Dreigeschossiges Schulgebäude mit symmetrischer Fassade im Stil der Neorenaissance. Der breite Mittelteil ist von Risaliten eingefasst; die Fassade ist zweifarbig in rotem Sandstein und hellem Putz gestaltet. Das Hauptportal zur Südanlage ist in Form einer antikisierenden Ädikula ausgeführt. | 1974 bis 1984          | 61217 DDB  |
|                                                                                                |                                                                                                | Südanlage 7 A LageFlur: 1, Flurstück: 13                             | Spätklassizistisches Haus Südanlage 7 und Hinterhaus Südanlage 7A | 1866                   | 61219 DDB  |
| Evangelisches Pfarrhaus                                                                        | Evangelisches Pfarrhaus                                                                        | Südanlage 8 LageFlur: 1, Flurstück: 14                               | Ursprünglich zweigeschossiges, später aufgestocktes schlichtes dreiachsiges Wohnhaus auf quadratischem Grundriss | 1868                   | 61221 DDB  |
|                                                                                                |                                                                                                | Südanlage 9 LageFlur: 1, Flurstück: 17/1                             | Dreigeschossiges spätklassizistisches Wohnhaus | Ende 19. Jahrhundert   | 61223 DDB  |
|                                                                                                |                                                                                                | Südanlage 13 LageFlur: 1, Flurstück: 25/2                            | Dreigeschossiges, kubisches Wohnhaus mit Mezzanin und Pyramidaldach sowie filigranem Balkonanbau an der Rückseite | 1867                   | 61225 DDB  |
|                                                                                                |                                                                                                | Südanlage 14 LageFlur: 1, Flurstück: 26                              | Spätklassizistisches dreigeschossiges Wohnhaus in würfelartigen Proportionen mit einem pyramidalen Dach und einem dreiachsigen flachen Mittelrisalit | 1859 bis 1869          | 61227 DDB  |
|                                                                                                |                                                                                                | Südanlage 15 LageFlur: 1, Flurstück: 28/1                            | Spätklassizistisches dreigeschossiges Wohnhaus | 1864                   | 61229 DDB  |
|                                                                                                |                                                                                                | Südanlage 17 LageFlur: 1, Flurstück: 31                              | Spätklassizistisches dreigeschossiges Wohnhaus mit fünfachsiger Fassade, das mit dem dahinter gelegenen Kontor- und Lagergebäude sowie einem Stall- und Garagenbau ein einheitliches Ensemble bildet                                                                                                 | 1855 bis 1865          | 61231 DDB  |
|                                                                                                |                                                                                                | Südanlage 18 LageFlur: 1, Flurstück: 34                              | Dreigeschossiges Wohnhaus nach Plänen des Architekten Hans Meyer | 1945                   | 61233 DDB  |
|                                                                                                |                                                                                                | Südanlage 21 LageFlur: 1, Flurstück: 55/2                            | Dreigeschossiges spätklassizistisches Wohnhaus in kubischen Proportionen | Ende 19. Jahrhundert   | 61235 DDB  |
|                                                                                                |                                                                                                | Südanlage 22 LageFlur: 1, Flurstück: 58/1                            | Spätklassizistischer dreigeschossiger Wohnhauskubus | 1868                   | 61237 DDB  |
|                                                                                                |                                                                                                | Südanlage 24 LageFlur: 1, Flurstück: 59/4                            | Dreigeschossiges Wohnhaus mit Kniestock (Drempel) und Zwerchhaus | 1885                   | 61239 DDB  |
|                                                                                                |                                                                                                | Wilhelmstraße 2 LageFlur: 5, Flurstück: 285/3                        | | Anfang 19. Jahrhundert | 61241 DDB  |
|                                                                                                |                                                                                                | Wilhelmstraße 3 LageFlur: 5, Flurstück: 51                           | | 1775 bis 1825          | 61242 DDB  |
|                                                                                                |                                                                                                | Wilhelmstraße 8 LageFlur: 5, Flurstück: 284/11                       | | 1902                   | 61244 DDB  |
|                                                                                                |                                                                                                | Wilhelmstraße 10 LageFlur: 5, Flurstück: 280                         | | 1901                   | 61246 DDB  |
|                                                                                                |                                                                                                | Wilhelmstraße 12 LageFlur: 5, Flurstück: 283/2                       | | 1901                   | 61248 DDB  |
|                                                                                                |                                                                                                | Wilhelmstraße 13 LageFlur: 5, Flurstück: 52/1                        | | 1871                   | 61250 DDB  |
|                                                                                                |                                                                                                | Wilhelmstraße 15 LageFlur: 5, Flurstück: 64/1 + 65/3                 | | 1906                   | 61252 DDB  |
| Gail’sche oder Rinn’sche Villa                                                                 | Gail’sche oder Rinn’sche Villa                                                                 | Wilhelmstraße 16–20 LageFlur: 5, Flurstück: 274/2                    | | 1867                   | 61254 DDB  |
| weitere Bilder                                                                                 | Verbindungshaus des WKStV Unitas Cheruskia, ehemaliges Wohnhaus Dr. Weichel                    | Wilhelmstraße 21 LageFlur: 5, Flurstück: 67/1                        | | 1870                   | 61256 DDB  |
| Villa Emmelius                                                                                 | Villa Emmelius                                                                                 | Wilhelmstraße 28 LageFlur: 5, Flurstück: 73/3                        | | 1903                   | 61258 DDB  |
|                                                                                                |                                                                                                | Wilhelmstraße 32 LageFlur: 5, Flurstück: 225/2                       | | 1922                   | 61260 DDB  |
|                                                                                                |                                                                                                | Wilhelmstraße 35 LageFlur: 5, Flurstück: 218/1 + 219/1               | | 1907                   | 61262 DDB  |
|                                                                                                |                                                                                                | Wilhelmstraße 36 LageFlur: 5, Flurstück: 215/1                       | | 1902                   | 61264 DDB  |
| weitere Bilder                                                                                 | Corpshaus der Starkenburgia                                                                    | Wilhelmstraße 38 LageFlur: 5, Flurstück: 211                         | | 1894                   | 61266 DDB  |
|                                                                                                |                                                                                                | Wilhelmstraße 39–41 LageFlur: 5, Flurstück: 210/1+209/1              | | 1908                   | 61268 DDB  |
| weitere Bilder                                                                                 | Verbindungshaus des Gießener Wingolfs                                                          | Wilhelmstraße 40 LageFlur: 5, Flurstück: 213/1                       | | 1893/94                | 404718 DDB |
|                                                                                                |                                                                                                | Wilhelmstraße 43+45 LageFlur: 5, Flurstück: 208/1+2+3                | | 1906                   | 61272 DDB  |
|                                                                                                |                                                                                                | Wilhelmstraße 44 LageFlur: 5, Flurstück: 203/4                       | | 1909                   | 61274 DDB  |
|                                                                                                |                                                                                                | Wilhelmstraße 46 LageFlur: 5, Flurstück: 200/1                       | Dreigeschossiges Jugendstil-Eckwohnhaus | 1907                   | 61276 DDB  |
|                                                                                                |                                                                                                | Wilhelmstraße 48 LageFlur: 5, Flurstück: 406                         | | 1910                   | 61280 DDB  |
|                                                                                                |                                                                                                | Wilhelmstraße 50 LageFlur: 5, Flurstück: 407                         | | 1910                   | 61284 DDB  |